# Planície Padana

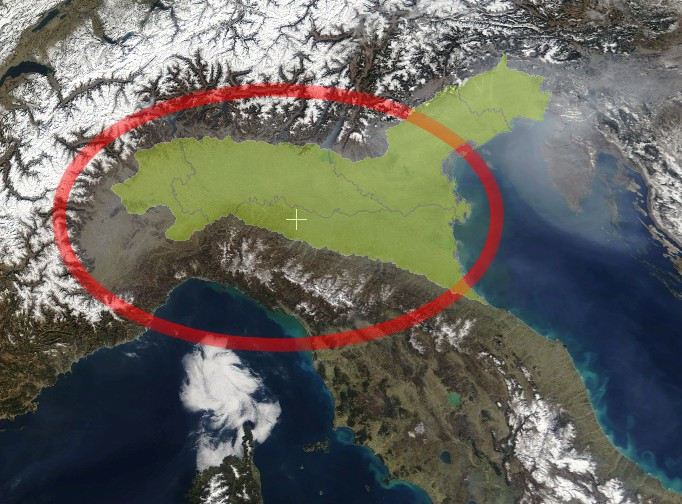
Imagem composta mostrando a planicie padana em verde, entre os Alpes a norte e os Apeninos a sul; fora da marca vermelha, a leste, a porção friulana da planície

A Planície Padana (também conhecida como Vale do Pó) é um dos nomes do território italiano limitado pela ipsométrica dos 100 m, que se estende de oeste a leste daquele país, entre os Alpes a norte e os Apeninos a sul, tendo aproximadamente no centro o rio Pó; o adjetivo “padana” deriva do nome do rio em latim, “Padus”. Considerando apenas a parte a sul do rio Ádige, muitas vezes chamada “pianura Padano-Veneta”, cobre cerca de 46 000 km2, sendo assim a maior planície da Itália; abrangendo as regiões da Lombardia, Veneto, Piemonte e Emilia-Romagna.
Apesar de corresponder apenas a cerca de um oitavo do território italiano, a planície padana albergava em 1994 quase 15 milhões de habitantes, incluindo cerca de 33% de operadores do setor terciário e 40% dos operadores industriais de todo o país. A planície é uma bacia de subsidência formada e alimentada por aluviões transportadas por rios e torrentes provenientes das duas cadeias montanhosas que a limitam; as únicas exceções em termos de composição são as colinas Béricas e Eugâneas, no sueste da planície, que têm origem vulcânica.
Do ponto de vista da ipsometria e da agricultura, a planície é geralmente dividida em “alta” e “baixa”, em que a “alta planície” com aluviões mais grosseiras, logo mais permeáveis à água da chuva, deixa a superfície mais seca; a vegetação espontânea nesta zona é a urze, associada à giesta e à invasiva Robinia, que foi em grande medida substituída pela cultura dos cereais, do trevo e das ervas medicinais e gastronómicas. Na “baixa planície”, a água é tão abundante que permitiu o desenvolvimento das culturas forrageiras e, em consequência, da carne e dos laticínios, e das áreas irrigadas, incluindo os arrozais.
A planície estende-se para norte, para ocupar a parte sul da região de Friuli-Venezia Giulia, também chamada “Bassa Friulana”, pelo que se fala também da “pianura veneto-friulana”.